# 斯科特·陶津斯基
斯科特·陶津斯基（英語：Scott Touzinsky；1982年4月22日—）是一位美國排球運動員。他就讀於加州州立大學長灘分校。自2007年開始，他開始代表美國國家男子排球隊參賽。他代表美國參加了2008年奧運會的比賽，並協助美國在2008年奧運會奪金。